# Xenophrys boettgeri
Xenophrys boettgeri és una espècie d'anur de la família dels megòfrids. Es distribueix pel nord-est de l'Índia (als estats d'Arunachal Pradesh i Nagaland) i pel centre de la Xina, entre una altitud de 100 i 2.500 metres. És una espècie comuna, tot i que el seu nombre està en descens degut a la deforestació.
És una espècie associada a vegetació de ribera, rierols de muntanya i fullaraca, en boscos tropicals de fulla perenne. Es reprodueix en rierols.